# Tipar (Rawalo)
Tipar is een bestuurslaag in het regentschap Banyumas van de provincie Midden-Java, Indonesië. Tipar telt 5340 inwoners (volkstelling 2010).